# Marko Ristić
Marko Ristić (v srbské cyrilici Марко Ристић, 20. července 1902 – 20. července 1984) byl srbský spisovatel, klíčová osobnost srbského surrealismu.
Do literatury vstoupil v roce 1922 jako zakladatel časopisu Putevi (cesty). Stejně jako v případě srbských surrealistů byl i Ristić autorem převážně básnických sbírek. Po nějaký čas také spolupracoval s Krležou. V 30. letech se zabýval literární kritikou pro deník Politika. Ve své literární tvorbě zůstal Ristić vždy věrný základním idejím surrealismu; spolupracoval s celou řadou tehdejších autorů. Po druhé světové válce působil v diplomatických službách Jugoslávie.